# Verlag Die Werkstatt
Der Verlag Die Werkstatt ist ein deutscher Buchverlag, der schwerpunktmäßig Publikationen zum Themenkomplex Fußball in seinem Programm führt.

## Geschichte
Der Verlag Die Werkstatt wurde 1981 in Göttingen von Bernd Beyer, Erich Schünemann und Bernd Weidmann gegründet; seit 2018 gehört er zum Delius Klasing Verlag in Bielefeld. Anfänglich lag der Fokus auf Sachbüchern und pädagogischer Literatur zu Umwelt- und Friedensthemen. Dabei kam es zur Zusammenarbeit mit Organisationen wie z. B. Greenpeace. 
1992 wurden die ersten Fußballbücher herausgegeben, darunter das für viel Furore sorgende Erstlingswerk von Autor Dietrich Schulze-Marmeling: „Der gezähmte Fußball – Zur Geschichte eines subversiven Sports“ (1992). Seither bildet der Fußball neben anderen Sportarten den Schwerpunkt des Verlagsprogramms. Dabei gelang es der Werkstatt, in eine Marktlücke zu stoßen, da in den Publikationen neben klassischen Fußballthemen wie Spielerbiografien oder Vereinschroniken auch kritische Aspekte wie z. B. rassistische Fangruppierungen oder Homosexualität im Fußball aufgegriffen wurden. Mit der Konzentration auf das Kerngeschäft Sport- und Fußballpublikationen konnte sich die Werkstatt zu einem führenden Anbieter auf diesen Themenfeldern in Deutschland entwickeln. Seit 2006 wurde jedes Jahr ein Titel des Verlages für den Preis Fußballbuch des Jahres der Deutschen Akademie für Fußball-Kultur nominiert, sechsmal konnte ein Autor des Werkstatt-Verlags den Preis auch gewinnen:
- Ronny Blaschke: Im Schatten des Spiels. Rassismus und Randale im Fußball, 2007
- Christoph Ruf: Ist doch ein geiler Verein. Reisen in die Fußballprovinz, 2008
- Dietrich Schulze-Marmeling: Der FC Bayern und seine Juden. Aufstieg und Zerschlagung einer liberalen Fußballkultur, 2011
- Bernd-M. Beyer: Helmut Schön. Eine Biografie, 2017
- Bernd-M. Beyer: 71/72. Die Saison der Träumer, 2021
- Ronny Blaschke: Spielfeld der Herrenmenschen: Kolonialismus und Rassismus im Fußball, 2024

## Verlagsprogramm
Das Gesamtverzeichnis umfasst zurzeit ca. 700 lieferbare Bücher (Stand: Februar 2021). Fußballbücher bilden mit 90 Prozent den Schwerpunkt des Verlagsprogramms, der Rest behandelt andere Sportthemen. Neben gedruckten Büchern vertreibt der Verlag auch E-Books sowie Hörbücher und zu einem kleinen Teil auch Zeitschriften.
Der Verlag vertreibt seine Bücher in erster Linie über den Buchhandel (stationär und online), bedient aber auch andere Verkaufsstellen wie etwa Fanshops und betreibt über die Homepage einen eigenen Shop.

## Sonstiges
Sitz des Verlags ist seit 2020 Bielefeld, Vertrieb und Auslieferung befinden sich in Rastede.